# Entz Géza (művészettörténész, 1949)
Entz Géza Antal (Kolozsvár, 1949. május 24. –) magyar művészettörténész, topográfus.

## Élete
Entz Géza és Klima Erzsébet gyermekeként született.
1968-1973 között az ELTE BTK magyar-művészettörténet szakos hallgatója volt. 1973-77 között az MTA Művészettörténeti Munkacsoportjának kutatója volt.
1977-ben az ELTE BTK-n doktori címet szerzett.
1973-1990 között a Magyar Tudományos Akadémia Művészettörténeti Kutatócsoportjának munkatársa volt. 1986-1990 között a Régészeti és Művészettörténeti Társulat művészettörténeti szakosztályának titkára volt. 1987-ben a Magyar Demokrata Fórum alapító tagja volt. 1989-1990 között a Nemzeti és Etnikai Kisebbségi titkárságon dolgozott. 1990-ben, valamint 1994-ben országgyűlési képviselőjelölt volt. 1990-1992 között a Miniszterelnöki Hivatal politikai államtitkára, a Tudománypolitikai Kollégium alelnöke volt. 1991-ben megszervezte a Teleki László Alapítványt. 1992 óta a Pro Professione Alapítvány kuratóriumának elnöke. 1992-1994 között címzetes államtitkár, a Határon Túli Magyarok Hivatalának elnöke volt. 1996-1998 között a Pro Professione Kht. ügyvezetőjeként dolgozott. 1998-2000 között az Országos Műemlékvédelmi Hivatal elnöke volt. 2000-2002 között az NKÖM Kulturális Intézetének Igazgatóságának főigazgatója, illetve helyettes államtitkára volt.
Kutatási területe a középkori Magyarország építészettörténete és művészeti topográfiája.

## Művei
- Fejér megye művészeti emlékei; szerk. Entz Géza Antal, Sisa József; MTA Művészettörténeti Kutató Intézet–Szent István Király Múzeum, Bp.–Székesfehérvár, 1998 (A Szent István Király Múzeum közleményei. A. sorozat)
- Székesfehérvár; szerk. Entz Géza Antal; Osiris, Bp., 2009 (Magyarország műemlékei)
- Nemzeti dimenzióban gondolkodni. Entz Géza művészettörténésszel beszélget Dutka Judit; Kairosz, Bp., 2011 (Magyarnak lenni)

## Díjai
- Prima-díj (2024)

## Külső hivatkozások
- Interjú Entz Gézával
- Magyar kisebbség